# Jaime Chamorro Cardenal
Jaime Chamorro Cardenal (Granada, 23 de octubre de 1934-Managua, 29 de julio de 2021) fue un periodista y empresario nicaragüense, director y presidente de la junta directiva del diario La Prensa. Fue hermano del héroe nacional Pedro Joaquín Chamorro Cardenal.

## Biografía
Jaime Chamorro Cardenal nació en Granada, el 23 de octubre de 1934. Sus padres fueron Pedro Joaquín Chamorro Zelaya y Margarita Cardenal de Chamorro; sus hermanos fueron Pedro Joaquín, Xavier y Ana María Chamorro Cardenal. Estudió ingeniería civil en la Universidad de Notre Dame en Indiana, Estados Unidos.
En 1959, participó en la guerrilla de Olama y Mollejones, llamada así por los llanos ubicados en los departamentos de Boaco y Chontales, dirigida por su hermano Pedro Joaquín, que salió de Costa Rica en aviones y aterrizó en dichos llanos. Tras ser capturado por la Guardia Nacional (GN) fue condenado a 8 meses de prisión.
En 1961, se casó con Hilda Argeñal, con la que procrearon 5 hijos. Creó la empresa constructora Chamorro y Cuadra Arquitectos, con los hermanos Pedro y José Cuadra, con la que diseñó el muelle de Corinto y el puente de Pasocaballos, ubicados en el departamento de Chinandega. Pero en 1974 la empresa quebró y Chamorro empezó a laborar como periodista en el diario La Prensa, cuyo director y dueño era su hermano Pedro Joaquín, que sería asesinado el 10 de enero de 1978.
En 1993, asumió la dirección del periódico, cargo que conservó hasta su fallecimiento. Falleció en Managua la noche del 29 de julio de 2021. Su muerte fue lamentada por varios sectores, incluido el Gobierno, pese a que Chamorro era director de un medio independiente.